# Чудак (театр)

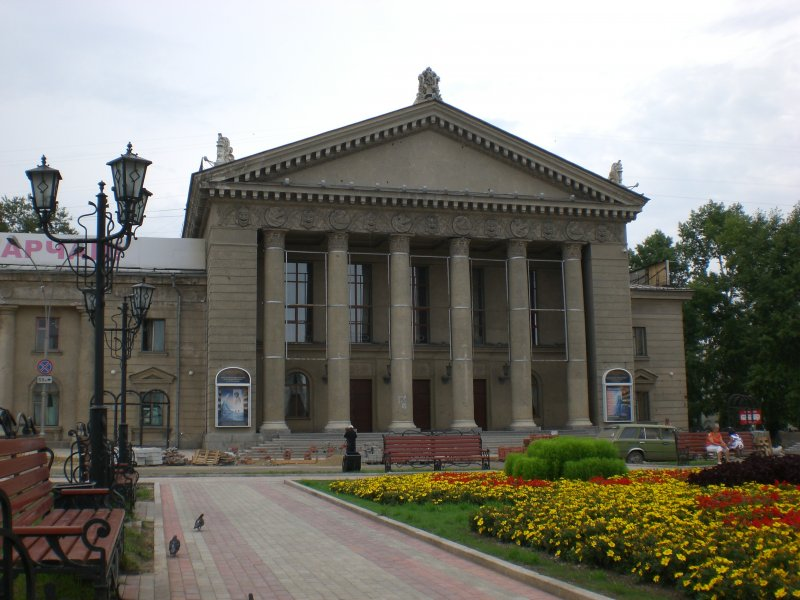
Здание ДК «Нефтехимик», в котором располагается театр

«Чудак» — народный театр, основанный в 1954 году в Ангарске.

## История
В 1954 году в ангарском клубе «Победа» режиссёром Борисом Чураковым был организован кружок актёров-любителей. Первые спектакли были поставлены по пьесам Константина Симонова и Андрея Макаёнка. В 1955 году был построен Дворец культуры Нефтехимиков, где и расположился театр. В 1959 году была осуществлена постановка «Последних» М. Горького. За этот спектакль «Чудаку» первому в Иркутской области было присвоено звание народного театра..
Вскоре Борис Чураков был сменен Владимиром Либердовским. Под его руководством были поставлены пьесы «Тень», «Не было ни гроша да вдруг алтын», «Нашествие», «Ложь для узкого круга», «Девушка с веснушками», «Город на заре». Эти спектакли стали дебютами таких актёров, как Анна Алятина, Лидия Саницкая, Вячеслав Долгих, Ирина Рыкова и других.
В 1966 году должность главного режиссёра начал занимать Леонид Беспрозванный. Он поставил более 200 спектаклей, обозрений, стадионных представлений. Также ставились спектакли по пьесам классиков: «Пиковая дама» А. Пушкина, «Игрок» и «Дядюшкин сон» Ф. Достоевского, «Не всё коту масленица» А. Островского. Много лет в репертуаре театра шли «Провинциальные анекдоты» А. Вампилова, каждый из которых был представлен более ста раз. С этим спектаклем театр из Ангарска побывал на родине драматурга в Кутулике, а также в Москве, Сочи, Чите, Иркутске и Шелехове.
При «Чудаке» был создан клуб любителей театра под названием «Ангарский театрал».
Беспрозванный был главным режиссёром в течение 44 лет. В 2009 году его сменил главный режиссёр детского театра «Росток» Александр Говорин .

## Труппа
В «Чудак» каждый год приходит множество молодых актёров. В театре работают более 40 человек. Многие из них (Татьяна Шляпнёва, Владимир Путято, Наталья Андриенко, Любовь Мельянкова, Сергей Дмитриев) состоят в труппе более 10 лет.

## Репертуар
На сцене театра ставились пьесы по произведениям Островского, Толстого, Чехова, Гоголя, Лескова, Шекспира и многих других известных писателей.
Современный репертуар составляют пьесы по таким произведениям, как «Запах легкого загара» Д. Гурьянова, «Заяц-Love» Н. Коляды, «Не такой как все» А. Слаповского. Особое внимание театр уделяет произведениям А. Вампилова. Последние спектакли были поставлены по его пьесам «Провинциальные анекдоты», «Прощание в июне», «Стечение обстоятельств».

## Проекты и фестивали
Театр является инициатором фестивалей «Ангарская оттепель» и «Театральная осень на Байкале».
Второй каждую осень проводится в Утулике. Фестиваль собирал театральные коллективы не только из Иркутской области, но и из других регионов России, а также Германии и Австрии. Здесь проводятся мастер-классы, подвергаются аналитическому разбору фестивальные спектакли.
В «Ангарском театрале» проводилось множество мероприятий. Среди них встречи с народным артистом В. Венгером, профессором Московского театрального училища имени Щукина А. Буровым, вечер памяти режиссёра А. Эфроса. С 2010 года клуб переименован в «Чудаки».

## Факты
- Театр взял себе имя «Чудак» из названий спектаклей «Обуховке нужны чудаки» и «Чудак-человек». Это спектакли о людях «ни от мира сего» — «чудиках», как называл их Шукшин, чистых душой и совестью.
- В «Чудаке» начинали свою карьеру Феликс Пантюшин (ныне народный артист России); заслуженный деятель искусств РФ Владимир Поглазов — доцент Московского высшего театрального училища имени Щукина; Василий Дахненко — российский актёр театра, дубляжа и кино, заслуженный артист России; заслуженные артисты России Татьяна Хрулева, Виталий Сидорченко, режиссёр Борис Деркач[2].
- Эмблема «Чудака» — ключ с бороздкой в виде сердца. Её он получил в честь своего 30-летия[1].